# Мохамад Рашид Мазахери
Мохамад Рашид Мазахери (перс. ‎‎محمد رشید مظاهری, латинизовано: ; Догонбадан, 18. мај 1989) професионални је ирански фудбалер који игра на позицији голмана.

## Клупска каријера
Мазахери је профео седам година у омладинском погону екипе Фаџр Сепаси пре него што се прикључио екипи Естеглала из Ахваза, тима у чијем дресу је дебитовао у сениорској конкуренцији током 2010. године. Потом прелази у екипу градског ривала Фулада са којом у сезони 2013/14. осваја титулу националног првака. 
Од 2013. игра за екипу Зоб Ахана из Исфахана.

## Репрезентативна каријера
Пре дебија у дресу сениорске репрезентације Мазахери је одиграо и неколико утакмица за млађе селекције до 20 и 23 године старости. 
За сениорску репрезентацију Ирана дебитовао је 24. март 2016. у утакмици квалификација за СП 2018. против репрезентације Индије.
Селектор Карлос Кејроз уврстио га је на списак играча за Светско првенство 2018. у Русији, али као трећи голман репрезентације није добио прилику да заигра ни у једној од три утакмице групнбе фазе. 

## Успеси и признања
ФК Фулад
- Првенство Ирана (1): 2013/14.

 ФК Зоб Ахан
- Ирански куп (2): 2014/15, 2015/16.
- Ирански суперкуп (1): 2016.